# Pilar (Paraíba)
Pilar is een gemeente in de Braziliaanse deelstaat Paraíba. De gemeente telt 11.737 inwoners (schatting 2009).

## Geboren
- José Lins do Rego (1901-1957), schrijver